# Centro de Convenciones Oslofjord
El Centro de Convenciones Oslofjord es un centro de conferencias en Stokke, una localidad de Noruega, así como la empresa creada para gestionar la instalación. Oslofjord Convention Center es una entidad comercial propiedad de 20 congregaciones afiliadas a la Iglesia Cristiana de Brunstad. Hasta el año 2000 el centro fue utilizado solamente por los miembros de esa Iglesia Cristiana. Tras una importante actualización en 2004, el centro ahora funciona como un centro de convenciones comercial con exposiciones y convenciones empresariales de gran escala. 